# Лёгле
Лёгле́ (фр. Leuglay) — коммуна во Франции, находится в регионе Бургундия. Департамент коммуны — Кот-д’Ор. Входит в состав кантона Ресе-сюр-Урс. Округ коммуны — Монбар.
Код INSEE коммуны — 21346.

## Население
Население коммуны на 2010 год составляло 337 человек.
| 1962 | 1968 | 1975 | 1982 | 1990 | 1999 | 2010 |
| ---- | ---- | ---- | ---- | ---- | ---- | ---- |
| 585  | 590  | 570  | 517  | 448  | 379  | 337  |

## Экономика
В 2010 году среди 216 человек трудоспособного возраста (15—64 лет) 158 были экономически активными, 58 — неактивными (показатель активности — 73,1 %, в 1999 году было 74,0 %). Из 158 активных жителей работали 140 человек (92 мужчины и 48 женщин), безработных было 18 (9 мужчин и 9 женщин). Среди 58 неактивных 9 человек были учениками или студентами, 24 — пенсионерами, 25 были неактивными по другим причинам.

## История
Наиболее известен картезианский монастырь, основанный в 1172 году. Большая часть его зданий сохранилась, однако сначала во времена Реформации, а потом — во время Французской революции 1789—1794 годов монастырь практически опустошался. Так, освящённый в 1203 году храм долгое время служил амбаром.
Здания монастыря стали национальным достоянием в 1791 году, в настоящее время — частная собственность.